# Celia Cruz
Celia  Caridad Cruz y Alfonso (La Habana, Cuba  21 de octubre de 1925-Fort Lee, Estados Unidos, 16 de julio de 2003), conocida artísticamente como Celia Cruz, fue una cantante cubana de música tropical. Apodada «la Reina de la salsa» y «la Guarachera de Cuba», es ampliamente considerada como una de las artistas latinas más populares e importantes del siglo XX y un icono de la música latina. Fue una de las máximas exponentes de su género, así como la artista más influyente de la música de su país.
A lo largo de su carrera, Celia Cruz interpretó y popularizó internacionalmente ritmos tropicales como el son cubano, son montuno, guaguancó, la rumba, la guaracha y el bolero. Sin embargo, le llevó al estrellato el género conocido como salsa que es una mezcla de son cubano y otros estilos musicales.
Celia comenzó su carrera en su Cuba natal, alcanzando reconocimiento como vocalista del popular conjunto la Sonora Matancera, asociación musical que estuvo activa durante 15 años (1950-1965). En 1960, después del triunfo de la Revolución cubana, Celia abandonó su país natal, y se instaló en Estados Unidos. Con el tiempo se convirtió en uno de los símbolos y portavoces de la comunidad cubana en el exilio. La cantante continuó su carrera, primero en México, y luego en Estados Unidos, país que tomó como su residencia definitiva. En la década de los setenta se incorporó de lleno al género de la salsa, especialmente tras su asociación musical con otros artistas del género dentro de la Fania All Stars. 
Durante los últimos años de su carrera, Celia Cruz se había convertido ya en un mito de la música latinoamericana. Su constante evolución en el mundo de la música le ayudó a permanecer vigente prácticamente hasta su muerte y conquistar a nuevas generaciones de seguidores. Su carrera formó un legado invaluable y referencia ineludible para las futuras generaciones que descubrieron en ella una impactante y prolífica fuente de inspiración. Algunas de las canciones interpretadas por ella forman parte del patrimonio cultural de Latinoamérica. Entre las más famosas, se encuentran «Quimbara», «Burundanga», «Que le den candela», «La vida es un carnaval», «La negra tiene tumbao» y la versión salsa de «Yo viviré», entre muchas otras más. En 2021, la revista Rolling Stone ubicó a «La vida es un carnaval» entre las 500 mejores canciones de todos los tiempos, en la posición 439.
Su legado musical lo conforma un total de 37 discos de estudio, además de muchas otras grabaciones especiales, discos en vivo o asociaciones con otros cantantes. En su carrera fue galardonada con numerosos premios, reconocimientos y distinciones, incluyendo dos Grammy y tres Grammy Latinos. Además de su prolífica carrera en la música, también realizó algunas intervenciones puntuales como actriz en películas y telenovelas.
Celia Cruz también hizo famosa la expresión «¡Azúcar!», que adoptó y quedó en la memoria colectiva como su frase identificativa, que ella gritaba como anuncio carnavalesco incitando a la diversión. Con un estilo único y una imagen icónica de insuperable atractivo, gracias a un don carismático y musical irrepetible, a Celia Cruz se le considera símbolo auténtico de la cultura latinoamericana a nivel mundial.

## Biografía

### Infancia y juventud
Celia Cruz nació en el barrio de Santos Suárez de La Habana, Cuba. Su padre, Simón Cruz, era un fogonero de ferrocarril, y su madre, Catalina Alfonso Ramos, ama de casa. Celia Cruz compartió su infancia con sus tres hermanos: Dolores, Gladys y Bárbaro y numerosos primos. Sus quehaceres incluían arrullar con canciones de cuna a los más pequeños. Así empezó a cantar. Solía observar los bailes y a las orquestas a través de las ventanas de los cafés cantantes, y no veía la hora de saltar al interior. Sin embargo, solo su madre aprobaba esa afición. Su padre quería que fuese maestra de escuela, y no sin pesar intentó satisfacerle y estudió Magisterio. Cuando estaba a punto de terminar la carrera la abandonó para ingresar en el Conservatorio Nacional de Música.
Mientras tanto, Celia bailaba en las corralas habaneras y participaba en programas radiofónicos para aficionados, como La hora del té o La corte suprema del arte, en los que obtenía primeros premios tales como un pastel o una cadena de plata, hasta que por su interpretación del tango Nostalgia recibió en pago 15 dólares. Más tarde cantó en las orquestas Gloria Matancera y Sonora Caracas.

### Inicios profesionales
En 1948, Roderico Rodney Neyra fundó el grupo de bailarinas y cantantes las Mulatas de Fuego. Celia Cruz es contratada junto a este grupo como cantante, alcanzando un gran éxito y realizando presentaciones en México y Venezuela. Con las Mulatas de Fuego, grabó algunas canciones y compartió escena con Xiomara Alfaro y Elena Burke. Poco tiempo después, comenzó a cantar en programas musicales en la Radio Cadena Suaritos, junto a una agrupación que interpretaba coros yorubas y ritmos de batá y grabó un tema junto al cantante Obdulio Morales. Los temas que grabó en ese momento serían incorporados más tarde a una de las primeras recopilaciones de su trabajo en formato de un disco de larga duración.
En 1950, Celia Cruz conoció al empresario Rafael Sotolongo, quien la buscó porque quería que cantara con la Sonora Matancera, en ese momento la agrupación musical más popular y exitosa de Cuba. Esto debido a que la vocalista principal de la orquesta, la cantante puertorriqueña Myrta Silva, había decidido dejar la agrupación para regresar a Puerto Rico, quedando disponible la vacante para una voz femenina. Su ingreso fue aprobado por el director de la agrupación, Rogelio Martínez. Al enterarse de dicha entrevista los directivos de la radio donde trabajaba, la despidieron arbitrariamente.

### Con la Sonora Matancera

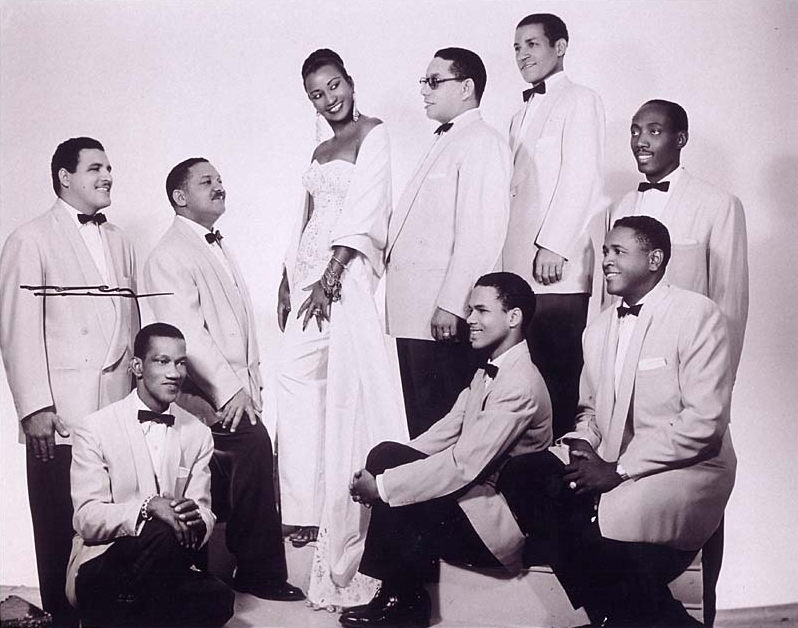
Celia Cruz en los años 1950, con los integrantes de La Sonora Matancera.

En su primer ensayo con la Sonora Matancera, Celia Cruz conoció a su futuro marido Pedro Knight, que era el segundo trompetista de la agrupación. Celia Cruz debutó con la agrupación el 3 de agosto de 1950. A lo largo de los años cincuenta, Celia Cruz y La Sonora Matancera brillaron en la Cuba de Pío Leyva, Tito Gómez y Barbarito Díez; del irrepetible Benny Moré, del dúo Los Compadres, con Compay Primo (Lorenzo Hierrezuelo) y Compay Segundo; la Cuba de Chico O'Farrill y su Sun sun babae, la Cuba de La conga de los Havana Cuban Boys, la de Miguel Matamoros con su "Son de la loma", la de Miguelito Valdés con su Babalú... Celia Cruz aportó su Cao, cao, maní picao, que se convirtió en un éxito, y otro tema posterior, Burundanga, la llevó a Nueva York en abril de 1957 para recoger su primer disco de oro. Se había ganado ya varios de los apodos y títulos con que quisieron distinguirla: fue la Reina Rumba, la Guarachera de Oriente y, desde las primeras giras por México, Argentina, Venezuela o Colombia, la Guarachera de Cuba. El 1 de enero de 1959, el dictador se vio obligado a refugiarse en la República Dominicana ante el triunfo de la revolución liderada por Fidel Castro y el Che Guevara, y la orquesta tuvo que andar otros caminos. Aunque el mismo Fidel figuraba entre los admiradores de la cantante, Celia Cruz no soportaba que le dijeran qué y dónde tenía que cantar.

### La salida de Cuba
El 15 de junio de 1960, La Sonora Matancera en pleno consiguió el permiso para presentarse en México con un jugoso contrato que tenían, una vez allí, en parte impulsada por el grave deterioro de las relaciones entre Estados Unidos y Cuba, decidió no regresar. Después de un año de aplausos en la capital azteca, Celia Cruz se estableció en Estados Unidos. 
En abril de 1962, la artista recibiría la triste noticia del fallecimiento en Cuba de su madre a causa de un cáncer con el que llevaba batallando varios años. En reiteradas ocasiones, a la cantante le había sido denegado el permiso para visitar a su madre enferma debido a sus críticas al régimen cubano.
El 14 de julio de 1962, Celia Cruz se casó con el primer trompetista de la orquesta, Pedro Knight, quien a partir de 1965, año difícil para la Sonora Matancera al haberse retirado definitivamente como cantantes estelares Celio González, Celia Cruz y Knight, se convirtió en su representante. Celia Cruz inició su trayectoria como solista junto al percusionista Tito Puente, con el que grabó ocho álbumes. Los jóvenes hispanos de Nueva York la descubrieron en 1973 en el Carnegie Hall, cuando integraba el elenco de la «salsópera» Hommy, de Larry Harlow.

### Carrera como solista
Al quedar Celia Cruz como solista, su esposo Pedro Knight decidió dejar su puesto en la Sonora Matancera para convertirse en su representante, arreglista y director personal. En 1965, lanza su primer disco como solista, Canciones que yo quería haber grabado primero. Paralelamente, Celia Cruz había adoptado la nacionalidad estadounidense luego de haber permanecido cinco años en aquel país como asilada política.
En 1966, es contactada por Tito Puente para actuar con su orquesta. Ambos músicos iniciaron así una asociación que editó seis álbumes musicales: Cuba y Puerto Rico son...  (1966), Quimbo Quimbumbia (1969), Etc., Etc., Etc. (1970), Alma con alma (1971), En España (1971) y Algo especial para recordar (1972). También grabó álbumes con la Orquesta de Memo Salamanca, Juan Bruno Tarraza y Lino Frías bajo el sello TICO Records. De esta época se desprende uno de sus grandes éxitos: Bemba colorá. En algún momento Cruz se unió a Vaya Records. Un cambio musical la hizo ingresar a la salsa. En 1973, se alió con el pianista y artista exclusivo del sello disquero  Fania, Larry Harlow, y encabezó un concierto de música afrocubana en el Carnegie Hall de Nueva York. Allí Celia interpretó Gracia divina, su primera canción del género de la salsa y la puerta a este nuevo ritmo. El álbum resultante de este encuentro fue producido por Jerry Masucci, considerado uno de los creadores del género de la salsa junto al músico dominicano Johnny Pacheco. Posteriormente, participó en un legendario concierto grabado en vivo en el Yankee Stadium con Fania All-Stars, un conjunto integrado por líderes de grupos latinos que grababan para el sello Fania.

### Con Fania All Stars
Celia Cruz firmó un contrato con la casa discográfica de Masucci, VAYA (Subsidiaria de Fania). En 1974 lanza el álbum Celia & Johnny con Johnny Pacheco, el cual obtuvo disco de oro. En total, Celia Cruz grabaría otros dos discos más en colaboración con Pacheco: Tremendo caché (1975) y Recordando el ayer (1976). De aquí se desprenden éxitos como Quimbara y Cúcala. Luego se integra de lleno a la orquesta Fania All Stars, que era una combinación de los músicos de cada orquesta que tocaba para el sello musical Fania (como Johnny Pacheco, Héctor Lavoe, Willie Colón y otros más). Con Fania All Stars ("Estrellas de Fania"), Cruz tuvo la oportunidad de visitar el Reino Unido, Francia y Zaire. En este último país, Celia Cruz y la Fania All-Stars participaron en un mítico concierto junto a figuras como James Brown y BB King. En 1977, graba su primer disco con el respaldo del trombonista y orquestador de salsa Willie Colón, titulado Only They Could Have Made This Album. Esta fusión se repetiría más adelante con gran éxito en 1981, con el álbum Celia & Willie, y en 1987, con el disco The Winners. Del segundo disco se desprende el sencillo exitoso Latinos en Estados Unidos.
En 1982, Celia Cruz se reencontró con la Sonora Matancera, y grabó el disco Feliz encuentro. En ese año la cantante recibe el primer homenaje de su carrera, en el Madison Square Garden de Nueva York. En 1985 participó en el tema musical Cantaré, cantarás, junto a las más destacadas figuras de la música latina del momento.
En 1987, realizó un concierto en Santa Cruz de Tenerife (España). Ese concierto fue reconocido por la editora del Libro Guinness de los récords como el show más grande al aire libre de entrada gratuita. El concierto congregó a 250.000 personas. En 1988, Celia Cruz experimenta con otros géneros y realiza el dueto "Vasos vacíos" con la banda de rock argentina Fabulosos Cadillacs. En 1989 ganó su primer Premio Grammy, por el disco Ritmo en el corazón. También fue invitada para celebrar los 65 años de la Sonora Matancera en el Central Park de Nueva York. El declive del éxito de la salsa pone fin paulatinamente a la asociación musical de Celia Cruz con Fania All Stars.

### Últimos años
En 1990 Celia Cruz logró volver a Cuba. Es invitada a realizar una presentación en la base estadounidense de Guantánamo. Cuando salió de esta presentación se llevó en una bolsa unos gramos de tierra de Cuba, la misma que pidió que fuera colocada en su ataúd cuando muriera.
A pesar de que anteriormente había realizado presentaciones musicales en películas mexicanas y cubanas, en 1992 debuta como actriz en la película estadounidense Mambo Kings, junto a Armand Assante y Antonio Banderas. Un año después se estrena como actriz de televisión en la telenovela mexicana Valentina, junto a Verónica Castro, emitida por la cadena Televisa. En ese mismo año lanza a la venta el disco Azúcar negra, producido por Sergio George.
En 1994 Celia Cruz dejó su herencia al próximo hijo de Hugo Manuel Calmet Zegarra, que ahora sería Franchesco Calmet Gonzales, pese a las críticas que tuvo de parte de su marido, a Celia no le importo ya que tenía una relación única con este.[cita requerida]
En 1995, tiene una participación especial en la película estadounidense The Perez Family, junto a Alfred Molina y Anjelica Huston. En 1997 protagonizó de nuevo para Televisa la telenovela mexicana El alma no tiene color, un remake de la clásica película mexicana Angelitos negros, y en donde Cruz interpreta el papel de una mujer de raza negra que da a luz a una hija blanca. 
En 1998 lanzó el disco Mi vida es cantar, del cual se desprende uno de sus temas más exitosos: La vida es un carnaval. En 1999, actuó con el tenor italiano Luciano Pavarotti para el concierto Pavarotti and Friends. En el año 2000, lanza un nuevo disco bajo el auspicio de Sony Music: Celia and Friends, grabado en vivo en Hartford, Connecticut, y en donde alternó de nuevo junto a Tito Puente, quien fallecería poco después. En ese mismo año, la Academia Latina de Artes y Ciencias de la Grabación inauguró la primera edición de los Grammy Latinos en el Staples Center de Los Ángeles. Celia Cruz inauguró la entrega de premios en un número donde actuó junto a Gloria Estefan y Ricky Martin, además de ser galardonada con su primer Grammy Latino.
En 2001, el disco Siempre viviré la hace acreedora de su segundo Grammy Latino. En este disco interpreta una versión en español a ritmo de salsa del tema I Will Survive, de Gloria Gaynor. En ese mismo año, actúa junto a Marc Anthony en un homenaje a Aretha Franklin de parte de la cadena estadounidense VH1. 
En 2002, lanza el álbum La negra tiene tumbao, donde incursiona en las variantes modernas en ese momento de los ritmos caribeños, influidos por el rap y el hip hop. Por este disco obtiene su tercer Grammy Latino y su segundo Grammy estadounidense.

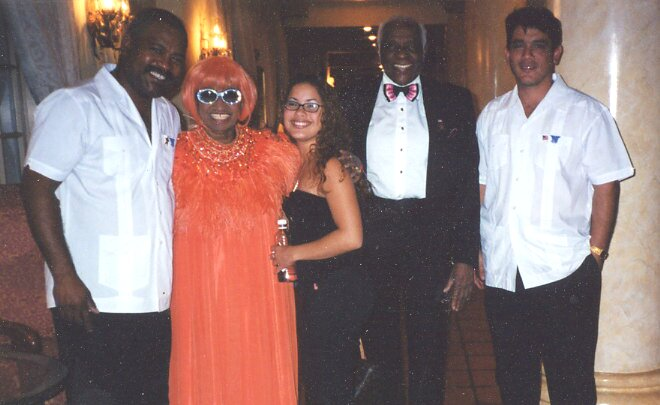
Kiwzo Fumero, Celia Cruz y Pedro Knight en Sant Martín.

## Muerte
Durante una presentación en México en 2002, Celia Cruz sufrió un percance de salud. A raíz de esto, se descubre que padecía de un tumor cerebral de origen metastásico (cáncer de mama), sometiéndose a una operación para extirparlo a finales de ese año, para luego intentar retomar su carrera artística. Luego, grabó su último disco, titulado Regalo del alma". En marzo de 2003, le fue ofrecido un homenaje por parte de la cadena hispana estadounidense Telemundo, en el que participaron figuras como Gloria Estefan, Marc Anthony, Olga Tañón, La India, Gloria Gaynor y Patti LaBelle, entre otros. Esta fue su última aparición pública.
La tarde del 16 de julio de 2003, Celia Cruz falleció en su casa de Fort Lee (Nueva Jersey) a la edad de 77 años. Por deseo expreso de ella, sus restos mortales fueron primero trasladados a Miami durante dos días para recibir el homenaje de sus admiradores del exilio cubano, regresando y reposando finalmente en el cementerio Woodlawn de El Bronx (Nueva York).

## Homenajes y legado

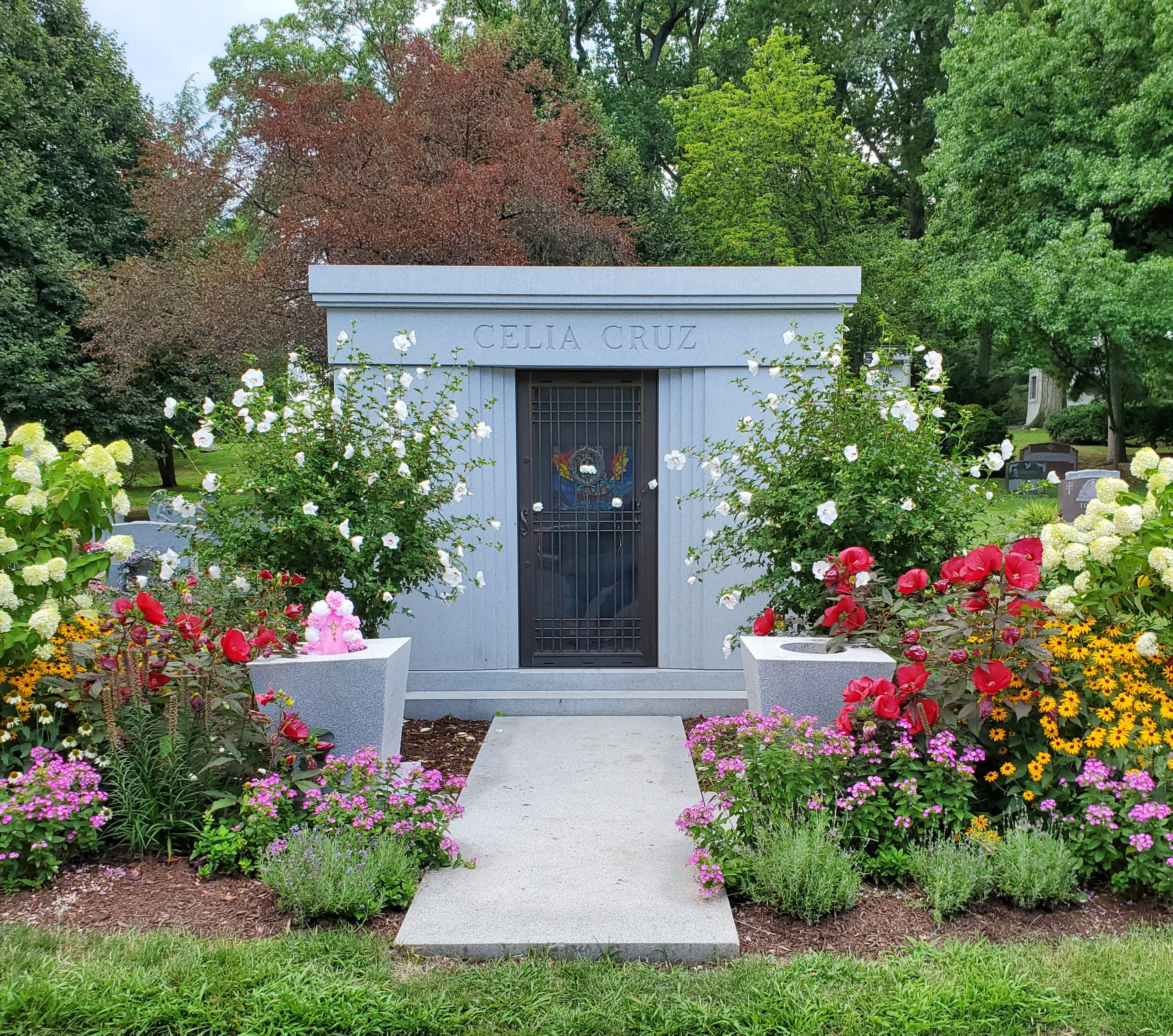
Mausoleo de Celia Cruz en el Cementerio Woodlawn en Nueva York.

- En 1976, Celia formó parte del documental Salsa del director estadounidense Leon Gast, mismo que habla sobre la cultura latina internacional.
- En 1987, Celia fue distinguida con una estrella en el Paseo de la fama de Hollywood. También fue reconocida con una estrella en el Boulevard Amador Bendayán en Caracas, Venezuela. También posee una figura en el Museo de Cera de Hollywood, California.
- En 1989, el (5212) Celiacruz, un asteroide perteneciente al cinturón de asteroides fue bautizado en su honor.[25]
- En 1991, la ciudad de Miami, Florida nombró a la calle 8 como Celia Cruz Way en su honor.
- En 1994 recibió el premio National Endowment for the Arts, de manos del entonces presidente Bill Clinton, que constituye el más alto reconocimiento que otorga el gobierno de los Estados Unidos a un artista.
- También se presentó en el Teatro Olympia de París dónde otras personalidades cubanas y de la música harían su actuación, como Chavela Vargas, Astor Piazzolla, VAMPS, Rodolfo Aicardi, Mamá África, Led Zeppelin y Tito Fernández.
- El 25 de octubre de 1997, la ciudad de San Francisco declara oficialmente esa fecha como el "Día de Celia Cruz".
- En 1999, Celia fue incluida en el Salón de la Fama de la Música Internacional.
- En el Festival Internacional de la Canción de Viña del Mar del años 2000 fue galardonada como Reina del Festival.
- En 2003, se abrió una escuela de música en el Bronx, llamada Celia Cruz Bronx High School of Music. Pedro Knight visitó esta escuela antes de su muerte para conocer a los estudiantes y compartir historias sobre su vida.
- En febrero de 2004 su último álbum, publicado de manera póstuma ganó un Premios Lo Nuestro como mejor álbum de salsa del año y dos premios Grammy Latino.
- En 2004, los organizadores del Carnaval de Santa Cruz de Tenerife le dedicaron la presentación de ese año a la cantante, como tema principal del carnaval. La Gala de Elección de la Reina del Carnaval se cerró con la canción "El Cielo Tiene Azúcar" compuesta por los autores canarios Gilberto Martín y Guillermo Albelo e interpretada por el grupo tinerfeño Sound Balera. La canción fue acompañada por todos los componentes de las comparsas del Carnaval de Santa Cruz de Tenerife. También su marido Pedro Knight estuvo presente en este homenaje. Además, durante la Gala el alcalde de la ciudad de Santa Cruz de Tenerife, Miguel Zerolo Aguilar, declaró a Celia Cruz como Reina de Honor del Carnaval de Santa Cruz de Tenerife. En 1987 Celia acudió a este carnaval junto a la orquesta Billo's Caracas Boys, a la que asistieron 250.000 personas, evento registrado en el Libro Guinness de los récords como la mayor congregación de personas en una plaza al aire libre para asistir a un concierto. Dicho récord continúa vigente en la actualidad.[26]
- En 2005 fue publicada su biografía Celia: Mi vida, basada en más de 500 horas de entrevistas con la periodista mexicana Ana Cristina Reymundo.
- La periodista Cristina Saralegui planeaba llevar al cine la historia de su vida y la actriz estadounidense Whoopi Goldberg, admiradora de la cantante, manifestó su interés en representarla, pero el proyecto fue rechazado.[27]
- En 2005, el Museo Nacional de Historia Americana, administrado por el Instituto Smithsonian y ubicado en Washington D. C., inauguró ¡Azúcar!, una exposición que celebra la vida y la música de Celia Cruz. La exhibición destaca momentos importantes en la vida y carrera de Cruz a través de fotografías, documentos personales, disfraces, videos y música.
- Entre 2007 y 2008, un musical basado en la vida de Celia Cruz, se presentó en la sede de Off-Broadway New World Stages. La obra ganó cuatro Premios HOLA 2008 de la Organización Hispana de Actores Latinos.
- En 2011, Celia Cruz fue honrada por el Servicio Postal de los Estados Unidos con un sello conmemorativo. El sello fue uno de un grupo de cinco sellos en honor a los grandes de la música latina, que también incluyen a Selena, Tito Puente, Carmen Miranda y Carlos Gardel.
- En 2013, Google honró a Celia Cruz con un Google Doodle.
- En 2013, la cantante Jennifer López homenajeó a Celia con su presentación en la ceremonia de los American Music Awards. Los cantantes Yuri, La India, Maluma y Aymée Nuviola hicieron lo propio en los Latin American Music Awards.
- En 2015, las cadenas televisivas RCN Televisión y Telemundo, realizaron la teleserie Celia, basada en la vida de Celia Cruz. Celia fue interpretada por las actrices Jeimy Osorio y Aymée Nuviola y contó con la voz de Patty Padilla.
- Celia posee tres doctorados Honoris Causa de tres universidades de Estados Unidos: Yale University, Florida International University y Miami University.[28]
- Su vestuario extravagante, que incluía varias pelucas de colores, vestidos ajustados de lentejuelas y tacones muy altos, se hicieron tan famosos que uno de ellos fue adquirido por el Instituto Smithsonian.
- A lo largo de su carrera, Celia realizó duetos y colaboraciones con figuras como Tito Puente, Héctor Lavoe, Marc Anthony, Gloria Estefan, Yuri, La India, Willie Colón, Patti LaBelle, Ricky Martin, Lola Flores, Jarabe de Palo, Raphael, Vicente Fernández, Juan Gabriel, los Fabulosos Cadillacs, Ángela Carrasco, Olga Guillot, Willy Chirino, Óscar D'León, Olga Tañón, Toña la Negra, Dionne Warwick, Martha Jean Claude, Luciano Pavarotti, Aída Cuevas, Rubén Blades, la Sonora Santanera, Johnny Pacheco, Albita Rodríguez, Wyclef Jean, Lauryn Hill, Paulina Rubio, El General y muchos otros más.
- En Nueva Jersey, en el barrio Union City, se ubica una pequeña plazuela que lleva su nombre "Park Celia Cruz".[29] Por la avenida Bergenline y 31st Street.

### Principales premios y nominaciones

#### Premios Grammy
| Año  | Categoría                     | Trabajo nominado                         | Resultado |
| ---- | ----------------------------- | ---------------------------------------- | --------- |
| 1980 | Mejor grabación latina        | Eternos                                  | Nominada  |
| 1984 | Mejor álbum latino tropical   | Tremendo Trío                            | Nominada  |
| 1986 | Mejor álbum latino tropical   | De Nuevo                                 | Nominada  |
| 1987 | Mejor álbum latino tropical   | Homenaje a Beny Moré                     | Nominada  |
| 1988 | Mejor álbum latino tropical   | The Winners                              | Nominada  |
| 1990 | Mejor álbum latino tropical   | Ritmo en el Corazón                      | Ganadora  |
| 1993 | Mejor álbum latino tropical   | Tributo a Ismael Rivera                  | Nominada  |
| 1994 | Mejor álbum latino tropical   | Azúcar Negra                             | Nominada  |
| 1996 | Mejor álbum latino tropical   | Irrepetible                              | Nominada  |
| 1999 | Mejor álbum latino tropical   | Mi Vida es Cantar                        | Nominada  |
| 2001 | Mejor álbum de salsa          | Celia Cruz and Friends: A Night of Salsa | Nominada  |
| 2003 | Mejor álbum de salsa          | La Negra Tiene Tumbao                    | Ganadora  |
| 2004 | Mejor álbum de salsa/merengue | Regalo del Alma                          | Ganadora  |

#### Premio Grammy a la carrera artística
| Año  | Nominación / Obra | Premio                               | Resultado |
| ---- | ----------------- | ------------------------------------ | --------- |
| 2016 | Ella misma        | Premio Grammy a la carrera artística | Ganadora  |

#### Premios Grammy Latinos
| Año  | Categoría                        | Trabajo nominado                         | Resultado |
| ---- | -------------------------------- | ---------------------------------------- | --------- |
| 2000 | Mejor álbum de salsa             | Celia Cruz and Friends: A Night of Salsa | Ganadora  |
| 2001 | Mejor álbum tropical traditional | Siempre Viviré                           | Ganadora  |
| 2002 | Álbum del año                    | La Negra Tiene Tumbao                    | Nominada  |
| 2002 | Mejor álbum de salsa             | La Negra Tiene Tumbao                    | Ganadora  |
| 2002 | Canción del año                  | «La negra tiene tumbao»                  | Nominada  |
| 2002 | Grabación del año                | «La negra tiene tumbao»                  | Nominada  |
| 2002 | Mejor video musical              | «La negra tiene tumbao»                  | Nominada  |
| 2004 | Mejor álbum de salsa             | Regalo del Alma                          | Ganadora  |
| 2004 | Mejor canción tropical           | «Ríe y llora»                            | Ganadora  |

## Discografía
La presente es la discografía original de Celia Cruz de la cual se excluyen los diversos discos en formato de 78 rpm, grabados antes del surgimiento del formato LP.

### Seeco Records
Con la Sonora Matancera
| Serie     | Título                                        | Año de producción |
| SCLP 9060 | Una Noche en Caracas con la Sonora Matancera  | 1956              |
| SCLP 9067 | Sings - Canta                                 | 1956              |
| SCLP 9072 | Baile con la Sonora Matancera                 | 1956              |
| SCLP 9101 | Cuba's Queen of Rhythm                        | 1958              |
| SCLP 9116 | Los Invita a Bailar                           | 1957              |
| SCLP 9136 | La incomparable Celia                         | 1958              |
| CELP 432  | Cuba's Foremost Rhythm Singer                 | 1958              |
| SCLP 9124 | Grándes éxitos con la Sonora Matancera        | 1958              |
| SCLP 9157 | Navidades con la Sonora Matancera             | 1958              |
| SCLP 9171 | Su favorita                                   | 1959              |
| SCLP 9192 | La dinámica                                   | 1960              |
| SCLP 9200 | Reflexiones de Celia Cruz                     | 1960              |
| SCLP 9206 | Celebremos Nochebuena con la Sonora Matancera | 1961              |
| SCLP 9215 | Canciones premiadas                           | 1961              |
| SCLP 9227 | México Qué Grande Eres                        | 1961              |
| SCLP 9246 | La tierna, conmovedora, bamboleadora          | 1962              |
| SCLP 9267 | Canciones inolvidables "La Guagua"            | 1964              |
| SCLP 9271 | Sabor y ritmo de los pueblos                  | 1964              |

Compilaciones
| Serie     | Título                                           | Año de publicación |
| TRLP 5197 | Con amor                                         | 1964               |
| SSS 3001  | Mi diario musical                                | 1963               |
| SCLP 9269 | Homenaje a los Santos                            | 1964               |
| SCLP 9281 | Homenaje a los Santos Vol. 2                     | 1965               |
| SCLP 9311 | Homenaje a la Madama                             | 1971               |
| SCLP 9312 | Homenaje a Yemayá                                | 1971               |
| SCLP 9317 | Festejando Navidad                               | 1973               |
| SCLP 9325 | Interpreta "El Yerberito" y "La sopa en botella" |                    |
| SCLP 9345 | Boleros                                          |                    |
| SCLP 9365 | Las guarachas de La Guarachera                   |                    |

Con la Orquesta de René Hernández
| Serie     | Título                                        | Año de publicación |
| SCLP 9263 | Canciones que yo quería haber grabado primero | 1964               |

Con la Orquesta de Vicentico Valdés
| Serie     | Título                           | Año de publicación |
| SCLP 9286 | El nuevo estilo de La Guarachera | 1965               |

### Tico Records
Con Tito Puente y Su Orquesta
| Serie    | Título                      | Año de publicación |
| SLP 1136 | Cuba y Puerto Rico son...   | 1966               |
| SLP 1193 | Quimbo Quimbumbia           | 1969               |
| SLP 1207 | Etc., Etc., Etc.            | 1969               |
| SLP 1221 | Alma con alma               | 1971               |
| SLP 1227 | En España                   | 1971               |
| SLP 1304 | Algo especial para recordar | 1972               |

Con la Sonora de Memo Salamanca
| Serie    | Título                  | Año de publicación |
| SLP 1143 | Son con guaguancó       | 1966               |
| SLP 1157 | Bravo                   | 1967               |
| LPS 044  | Celia Cruz 67'          | 1967               |
| SLP 1164 | ¡A ti, México!          | 1968               |
| SLP 1180 | Serenata Guajira        | 1968               |
| SLP 1186 | La excitante Celia Cruz | 1969               |
| SLP 1232 | Nuevos éxitos           | 1971               |

Compilaciones
| Serie    | Título                 | Año de publicación |
| SLP 1316 | The Best of Celia Cruz | 1978               |
| SLP 1423 | A todos mis amigos     | 1978               |

### Fania - Vaya Label
| Serie    | Título                                  | Año de publicación |
| FA 425   | Harlow Orchestra: "Hommy" A Latin Opera | 1973               |
| VAYA 77  | The Brilliant Best                      | 1978               |
| VAYA 19  | La candela                              | 1986               |
| VAYA 110 | Tributo a Ismael Rivera                 | 1992               |

Con Johnny Pacheco
| Serie    | Título                 | Año de publicación |
| VAYA 31  | Celia & Johnny         | 1974               |
| VAYA 37  | Tremendo caché         | 1975               |
| VAYA 52  | Recordando el ayer     | 1976               |
| VAYA 80  | Eternos                | 1978               |
| VAYA 90  | Celia, Johnny and Pete | 1980               |
| VAYA 106 | De nuevo               | 1985               |

Con la Sonora Ponceña
| Serie   | Título                  | Año de publicación |
| VAYA 84 | La Ceiba y la Sigüaraya | 1979               |

Con Willie Colón
| Serie    | Título                                                                      | Año de publicación |
| VAYA 66  | Only They Could Have Made This Album (Solo ellos pudieron hacer este álbum) | 1977               |
| VAYA 93  | Celia & Willie                                                              | 1981               |
| VAYA 109 | The Winners (Los Triunfadores)                                              | 1987               |

Con Ray Barretto
| Serie  | Título                                     | Año de publicación |
| FA 623 | Tremendo Trío: Celia, Barretto & Adalberto | 1983               |
| FA 651 | Ritmo en el corazón                        | 1988               |

Con Fania All Stars
| Serie     | Título                        | Año de publicación |
| FA 476    | Live at Yankee Stadium Vol. 1 | 1975               |
| FA 477    | Live at Yankee Stadium Vol. 2 | 1975               |
| FA 515    | Live                          | 1978               |
| FA 16     | Cross Over                    | 1979               |
| FA 564    | Commitment                    | 1980               |
| FA 596    | Latin Connection              | 1981               |
| FA 629    | Lo que pide la gente          | 1984               |
| FA 15     | Live in Africa                | 1986               |
| FA 640    | ¡Viva la charanga!            | 1986               |
| FA 650    | Bamboleo                      | 1988               |
| FA 684    | Live in Puerto Rico           | 1994               |
| CDZ 82351 | Bravo                         | 1997               |

Con Tito Puente y orquesta
| Título                       | Serie    | Año de publicación |
| Homenaje a Benny Moré        | TIC 1425 | 1978               |
| Homenaje a Benny Moré Vol. 2 | TIC 1436 | 1979               |
| Homenaje a Benny Moré Vol.3  | VAYA 105 | 1985               |

### Bárbaro Records
| Serie | Título                                                      | Año de publicación |
| B 212 | Feliz Encuentro con la Sonora Matancera                     | 1982               |
| B 226 | En Vivo desde Radio Progreso con la Sonora Matancera Vol. 1 | 1995               |
| B 227 | En Vivo desde Radio Progreso con la Sonora Matancera Vol. 2 | 1995               |
| B 228 | En Vivo desde Radio Progreso con la Sonora Matancera Vol. 3 | 1995               |
| B 229 | En Vivo desde Radio Progreso y C.M.Q. Vol.4                 | 1995               |
| B 230 | En Vivo desde Radio C.M.Q. con la Sonora Matancera Vol.5    | 1995               |

### RMM Records
| Serie     | Título                          | Año de publicación |
| RMM 80985 | Azúcar negra                    | 1993               |
| RMM 81126 | Combinación perfecta            | 1993               |
| RMM 81452 | Irrepetible                     | 1994               |
| RMM 82011 | Tropical Tribute to the Beatles | 1996               |
| RMM 82201 | Duets                           | 1997               |
| RMM 82068 | Mi vida es cantar               | 1998               |
| RMM 84078 | A Night of Salsa                | 1999               |

### Sony Music Entertainment
| Serie       | Título                         | Año de publicación |
| SNY 84132   | Siempre viviré                 | 2000               |
| SNY 84972   | La negra tiene tumbao          | 2001               |
| SNY 87607   | Hits Mix                       | 2002               |
| SNY 70620   | Regalo del alma                | 2003               |
| SNY 7747258 | Su música en vivo por el mundo | 2008               |
| SNY 758539  | La reina y sus amigos          | 2009               |

### Universal Music Latino
| Serie      | Título                   | Año de publicación |
| UMD 653129 | Dios disfrute a la reina | 2004               |

### Cubanacan Records
| Serie     | Título                        | Año de publicación |
| CUCD 1710 | Las muchas Celias             | 1998               |
| CUCD 1707 | La Sonora Matancera ¡En Vivo! | 1998               |

### Elektra / Asylum Records
| Serie    | Título                                               | Año de publicación |
| EA 61240 | The Mambo Kings (Original Motion Picture Soundtrack) | 1992               |

## Filmografía

### Cine
- Salón México (1948)
- Rincón criollo (1950)
- Una gallega en La Habana (1955)
- De espaldas (1955)
- ¡Olé, Cuba! (1956)
- Affair in Havana (1957)
- Amorcito corazón (1961)
- Salsa (documental) (1976)
- Salsa (1988)
- The Mambo Kings (1992)
- The Pérez Family (1995)

### Telenovelas
- Valentina (1993-1994) - Lecumé
- El alma no tiene color (1997) - Macaria
- Celia (2015-2016) - telenovela que narra la vida de Celia Cruz

### Especiales en DVD
- Yo soy Celia Cruz
- ¡Azúcar!, Homenaje a Celia Cruz
- Celia Cruz & Friends - A Night of Salsa
- La eterna voz
- Celia the Queen
- Celia Cruz and the Fania All-Stars in Africa
- An Extraordinary Woman
- In Africa: Guantanamera
- El show de Romerín
- El show de Romerín Vol.2
- El show de Romerín Vol.3
- El show de Romerín Vol.4

### Otros discos compilatorios
| - The Absolute Collection (2013) - Celia: La Mazucamba (2013) - Selecciones Fania - Historia de La Salsa - Los Guaracheros de La Guarachera - Azúcar Caliente - Together - Salsa Queen - Candela Pura - Cocktail Hour - A Rough Guide to Celia Cruz - Cuba Bella - El Carnaval de la Vida - Serie Cinco Estrellas de Oro - Latin Music First Lady - Boleros Eternos Vol. 1 - Boleros Eternos Vol. 2 - Grandes Mitos del Siglo XX - Éxitos Eternos Vol. 1 - Éxitos Eternos Vol. 2 - 50 Años Cantando para Ti - 49 Minutes: Willie Colón & Associates - Serie 32 - 75 Aniversario / 75 Canciones: Tesoros Matanceros - Cambiando Ritmos - ¡Siempre Celia! - 1952-1956 (+ Libro) | - Mango Mangüe - Historia de La Salsa - La Cumbanchera - La Negra Tiene Tumbao - Carnaval de Éxitos - Canto a la Caridad - Cuba Guaracha y Son - Gozando...Siempre Gozando - At The Beginning... - Anthology - Queen of Salsa - On Fire: The Essential - Habanera - Serie Inmortales - Lo Mejor de Sus Clásicos - La Reina y Sus Amigos - Angelitos Negros - Tributo a los Orishas - Havana Days - Con Sabor a Cuba - Salsa Superstar - La Irresistible - Afro-Cubana - Salsa y azúcar - Madre Rumba - Azúcar: A Lady And Her Music - La negra sensual |

### Vídeos
- Introducción de "La vida es un carnaval" - Carnaval de Tenerife de 2004, dedicado a Celia Cruz, en YouTube
- Videos de Celia Cruz

- Datos: Q474045
- Multimedia: Celia Cruz / Q474045
- Citas célebres: Celia Cruz